# Metropolia Bangkok
Metropolia Bangkok – jedna z 2 metropolii kościoła rzymskokatolickiego w Tajlandii. Została erygowana 18 grudnia 1965. 

## Diecezje
- Archidiecezja Bangkok
  - Diecezja Chanthaburi
  - Diecezja Chiang Mai
  - Diecezja Nakhon Sawan
  - Diecezja Ratchaburi
  - Diecezja Surat Thani

## Metropolici
- Joseph Khiamsun Nittayo (1965-1972)
- kard. Michael Michai Kitbunchu (1972-2009)
- kard. Francis Xavier Kriengsak Kovithavanij (od 2009)